# ヴィクトール・リフォー

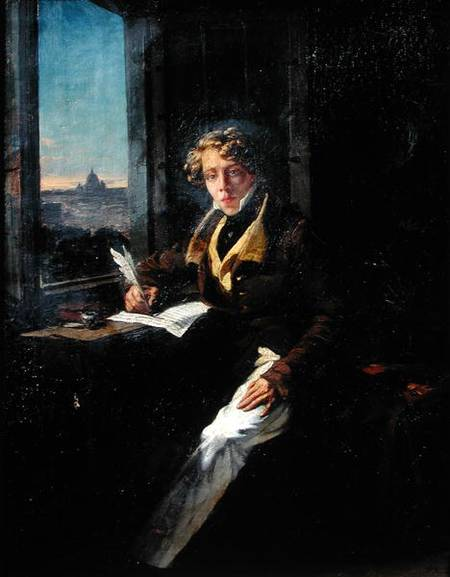
ヴィクトル・リフォーの肖像画、ジョゼフ・デジレ・コート作

ヴィクトル・リフォー（Victor Rifaut、1799年1月11日 - 1838年3月2日）は、19世紀前半フランスで活躍したオペラ・コミックの作曲家。ダニエル＝フランソワ＝エスプリ・オベールやアドルフ・アダンなどと肩を並べた。

## 経歴
リフォーはパリで1799年に生まれた。1811年には13歳でパリ音楽院に入学する前に、オペラ座管弦楽団のコントラバス奏者だった父ピエール・リフォーから最初の音楽教育を受けた。
1820年、ローマ賞に出場し、カンタータ『ソフィニベ』で第二位を受賞し、翌年にはカンタータ『ディアーヌとエンディミオン』で第一位を獲得した。その後1821年12月20日から1823年12月31日までローマのヴィラ・メディチに滞在し、ナポリ、ドイツ、オーストリアを旅行した。そこで画家ジョゼフ＝デジレ・コートと友人になり、コートによって1822年にローマ市の風景を背景に、開いた窓の前で作業台に座るリフォーの肖像画が描かれた。 この絵は今でもルーアン美術館に保管されている。
1824年にパリに戻り、オペラ・コミック座の伴奏者としての仕事を再開し、2年後に同劇場のコレペティートルの責任者に任命された。 1833年、ジャック・アレヴィが去った後は、パリ音楽院の女性のためのハーモニーと実践的伴奏クラスの講師として招待され、1838年3月2日に早逝するまでこの職を務めた。
1826年8月30日、オペラ・コミック座の歌手ジャンヌ・エメリ・ベロステとパリで結婚した。 2人の子供の母であり30歳で未亡人となったジャンヌは再婚し、1881年に亡くなった。

## 作品
リフォーは 1826 年から 1837 年にかけてオペラ コミック劇場のために多くの作品を作曲したが、どれも大成功を収めることはなく、忘れ去られたままだった。
リフォーの音楽活動は主に、アレヴィ作曲のオペラ作品の編曲家としての役割であった。